# Inga Woronina
Inga Grigorjewna Woronina z d. Artamonowa (ros. И́нга Григо́рьевна Воро́нина z d. Артамо́нова, ur. 29 sierpnia 1936 w Moskwie, zm. 6 stycznia 1966 tamże) – rosyjska łyżwiarka szybka reprezentująca ZSRR, wielokrotna medalistka mistrzostw świata.

## Kariera
Pierwszy sukces w karierze Inga Woronina osiągnęła w 1957 roku, kiedy zdobyła złoty medal podczas wielobojowych mistrzostw świata w Imatra. W zawodach tych wyprzedziła na podium dwie rodaczki: Tamarę Ryłową oraz Lidiję Sielichową. Woronina wygrała tam biegi na 1500 i 1000 m, była druga na 500 m oraz trzecia na dystansie 3000 m, co wystarczyło, by wyraźnie wyprzedzić konkurentki. Wynik ten powtórzyła na rozgrywanych rok później mistrzostwach świata w Kristinehamn, tym razem wygrywając na dystansach 1500 i 3000 m. Z mistrzostw świata w Swierdłowsku w 1959 roku wróciła jednak bez medalu. Była tam kolejno szósta na 500 m, pierwsza na 1500 m, trzecia na 1000 m i piąta na 3000 m, co dało jej czwarte miejsce w wieloboju. Walkę o medal przegrała z inną radziecką łyżwiarką, Lidiją Skoblikową. W tym samym roku wyszła za mąż za radzieckiego panczenistę, Giennadija Woronina, a w kolejnym sezonie nie startowała.
Do występów na arenie międzynarodowej powróciła w 1961 roku, zajmując dziesiąte miejsce podczas mistrzostw świata w Tønsbergu. Szansę na medal straciła już w pierwszym biegu, na 500 m, w którym przewróciła się i zajęła ostatnie, 30. miejsce. W pozostałych trzech biegach plasowała się w czołowej piątce, wygrywając na dystansie 3000 m. Na podium wróciła w 1962 roku, zwyciężając na mistrzostwach świata w Imatra. Była tam najlepsza na dystansach 1000, 1500 i 3000 m, a w biegu na 500 m zajęła dziewiąte miejsce. Mistrzostwa świata w Karuizawie w 1963 roku i rozgrywane rok później mistrzostwa świata w Kristinehamn przyniosły jej srebrne medale. Na obu tych imprezach zwyciężała Lidija Skoblikowa, a Woronina nie wygrała żadnego biegu. Ostatni medal wywalczyła podczas mistrzostw świata w Oulu w 1965 roku, zdobywając swój czwarty tytuł mistrzowski. Zwyciężała w biegach na 500, 1000 i 3000 m, a w biegu na 1500 m była piąta. Wyprzedziła bezpośrednio swą rodaczkę, Walentinę Stieniną oraz Stien Kaiser z Holandii.
Wielokrotnie zdobywała medale mistrzostw ZSRR w wieloboju, w tym złote w latach 1956, 1958, 1962, 1963 i 1964 oraz srebrne w latach 1957, 1959, 1961 i 1965.
Woronina zginęła w 1966 roku, zamordowana przez swojego męża, Giennadija Woronina. Została pochowana na Cmentarzu Wagańkowskim.
W 1962 roku otrzymała tytuł Zasłużonego Mistrza Sportu ZSRR.
Ustanowiła łącznie pięć rekordów świata.